# Дневник Вальтера Скотта
Британский писатель Вальтер Скотт вёл дневник с 1825 года по апрель 1832. Эти записи не предназначались для публикации. Тем не менее в 1890 году они были изданы, и в дальнейшем дневник получил высокие оценки как искреннее и информативное повествование о последних годах жизни писателя.

## Создание и публикация
В 1825 году Скотт прочёл впервые изданный дневник Сэмюэла Пипса и остался от него в восторге. Позже в руки писателя попал дневник Джорджа Байрона за 1821 год, который впечатлил его как произведение, максимально интересное для читателя, но при этом стоящее минимальных усилий автору. Вдохновлённый этими образцами, Скотт начал вести свой дневник. Первая запись датирована 20 ноября 1825 года. В дальнейшем писатель рассказывал на страницах дневника о своих финансовых проблемах (в 1826 году он принял на себя ответственность за разорившихся партнёров на 125 тысяч фунтов стерлингов), о литературной работе, семейных несчастьях, своих проблемах со здоровьем. В 1828—1831 годах Скотт несколько раз делал перерывы, а в апреле 1832 года, находясь в Неаполе, бросил дневник окончательно. Последняя фраза обрывается на полуслове.